# 杜季夫卡
49°4′2″N 35°30′34″E / 49.06722°N 35.50944°E
杜迪夫卡（烏克蘭語：Дудівка）是位於烏克蘭東部的村莊，由哈爾科夫州别列斯京区的扎切皮利夫卡市鎮負責管轄。該村始建於1825年，面積0.53平方公里，海拔高度134米，2001年人口93，人口密度每平方公里175.5人。